# Charles De Ketelaere
Charles De Ketelaere (ur. 10 marca 2001 w Brugii) – belgijski piłkarz występujący na pozycji ofensywnego pomocnika we włoskim klubie Atalanta oraz w reprezentacji Belgii.

## Kariera klubowa

### Club Brugge
W 2008 roku dołączył do akademii Club Brugge. 17 czerwca 2019 został przesunięty do pierwszego zespołu i podpisał swój pierwszy profesjonalny kontrakt. Zadebiutował 25 września 2019 w meczu Pucharu Belgii przeciwko Francs Borains (0:3). 22 października 2019 zadebiutował w fazie grupowej Ligi Mistrzów UEFA przeciwko Paris Saint-Germain (0:5). W Eerste klasse A zadebiutował 22 listopada 2019 w meczu przeciwko KV Oostende (2:0). Pierwszą bramkę zdobył 5 lutego 2020 w meczu półfinału Pucharu Belgii przeciwko SV Zulte Waregem (1:2). Pierwszą bramkę w lidze zdobył 1 marca 2020 w meczu przeciwko KRC Genk (1:2). W sezonie 2019/20 jego drużyna zajęła pierwsze miejsce w tabeli i zdobyła mistrzostwo Belgii. 20 października 2020 zdobył pierwszą bramkę w Lidze Mistrzów UEFA w meczu fazy grupowej przeciwko Zenitowi Petersburg (1:2). W sezonie 2020/21 jego zespół ponownie zajął pierwsze miejsce w tabeli zdobywając mistrzostwo Belgii.

## Kariera reprezentacyjna

### Belgia U-21
W 2020 roku otrzymał powołanie do reprezentacji Belgii U-21. Zadebiutował 8 września 2020 w meczu eliminacji do Mistrzostw Europy U-21 2021 przeciwko reprezentacji Niemiec U-21 (4:1), w którym zdobył swoją pierwszą bramkę.

### Belgia
W 2020 roku otrzymał powołanie do reprezentacji Belgii. Zadebiutował 11 listopada 2020 w meczu towarzyskim przeciwko reprezentacji Szwajcarii (2:1).

## Statystyki

### Klubowe
(aktualne na dzień 4 czerwca 2025)
| Klub               | Sezon              | Liga               | Liga  | Liga   | Puchar kraju | Puchar kraju | Europa | Europa | Suma  | Suma   |
| Klub               | Sezon              | Liga               | Mecze | Bramki | Mecze        | Bramki       | Mecze  | Bramki | Mecze | Bramki |
| ------------------ | ------------------ | ------------------ | ----- | ------ | ------------ | ------------ | ------ | ------ | ----- | ------ |
| Club Brugge        | 2019/20            | Eerste klasse A    | 13    | 1      | 6            | 1            | 6      | 0      | 25    | 2      |
| Club Brugge        | 2020/21            | Eerste klasse A    | 38    | 3      | 1            | 0            | 7      | 2      | 46    | 5      |
| Club Brugge        | 2021/22            | Eerste klasse A    | 39    | 14     | 4            | 4            | 6      | 0      | 49    | 18     |
| Club Brugge        | Ogólnie            | Ogólnie            | 90    | 18     | 11           | 5            | 19     | 2      | 120   | 25     |
| AC Milan           | 2022/23            | Serie A            | 32    | 0      | 2            | 0            | 6      | 0      | 40    | 0      |
| AC Milan           | Ogólnie            | Ogólnie            | 32    | 0      | 2            | 0            | 6      | 0      | 40    | 0      |
| Atalanta           | 2023/24            | Serie A            | 35    | 10     | 4            | 2            | 11     | 2      | 50    | 14     |
| Atalanta           | 2024/25            | Serie A            | 36    | 7      | 3            | 2            | 11     | 4      | 50    | 13     |
| Atalanta           | Ogólnie            | Ogólnie            | 71    | 17     | 7            | 4            | 22     | 6      | 100   | 27     |
| Ogólnie w karierze | Ogólnie w karierze | Ogólnie w karierze | 193   | 35     | 21           | 9            | 47     | 8      | 261   | 52     |

### Reprezentacyjne
(aktualne na dzień 7 lipca 2021)
| Reprezentacja | Rok     | Mecze | Bramki |
| ------------- | ------- | ----- | ------ |
| Belgia U-21   |         |       |        |
| 2020          | 4       | 1     |        |
| 2021          | 1       | 0     |        |
| Ogólnie       | Ogólnie | 5     | 1      |
| Belgia        |         |       |        |
| 2020          | 1       | 0     |        |
| Ogólnie       | Ogólnie | 1     | 0      |

| Mecze i gole w reprezentacji | Mecze i gole w reprezentacji | Mecze i gole w reprezentacji | Mecze i gole w reprezentacji | Mecze i gole w reprezentacji | Mecze i gole w reprezentacji | Mecze i gole w reprezentacji | Mecze i gole w reprezentacji |
| Belgia U-21                  | Belgia U-21                  | Belgia U-21                  | Belgia U-21                  | Belgia U-21                  | Belgia U-21                  | Belgia U-21                  | Belgia U-21                  |
| Lp.                          | Data                         | Miejsce                      | Gospodarz                    | Gość                         | Wynik                        | Gol                          | Rozgrywki                    |
| ---------------------------- | ---------------------------- | ---------------------------- | ---------------------------- | ---------------------------- | ---------------------------- | ---------------------------- | ---------------------------- |
| 1.                           | 08.09.2020                   | Leuven                       | Belgia U-21                  | Niemcy U-21                  | 4:1                          | Gol                          | el. ME U-21 2021             |
| 2.                           | 09.10.2020                   | Leuven                       | Belgia U-21                  | Walia U-21                   | 5:0                          |                              | el. ME U-21 2021             |
| 3.                           | 13.10.2020                   | Tyraspol                     | Mołdawia U-21                | Belgia U-21                  | 1:0                          |                              | el. ME U-21 2021             |
| 4.                           | 17.11.2020                   | Sarajewo                     | Bośnia i Hercegowina U-21    | Belgia U-21                  | 3:2                          |                              | el. ME U-21 2021             |
| 5.                           | 04.06.2021                   | Aktobe                       | Kazachstan U-21              | Belgia U-21                  | 1:3                          |                              | el. ME U-21 2023             |
| Belgia                       |                              |                              |                              |                              |                              |                              |                              |
| Lp.                          | Data                         | Miejsce                      | Gospodarz                    | Gość                         | Wynik                        | Gol                          | Rozgrywki                    |
| 1.                           | 11.11.2020                   | Leuven                       | Belgia                       | Szwajcaria                   | 2:1                          |                              | Mecz towarzyski              |
| 2.                           | 10.10.2021                   | Turyn                        | Włochy                       | Belgia                       | 2:1                          | Gol                          | LN 2020/2021                 |
| 3.                           | 13.11.2021                   | Bruksela                     | Belgia                       | Estonia                      | 3:1                          |                              | el. MŚ 2022                  |
| 4.                           | 16.11.2021                   | Cardiff                      | Walia                        | Belgia                       | 1:1                          |                              | el. MŚ 2022                  |
| 5.                           | 26.03.2022                   | Dublin                       | Irlandia                     | Belgia                       | 2:2                          |                              | Mecz towarzyski              |
| 6.                           | 29.03.2022                   | Anderlecht                   | Belgia                       | Burkina Faso                 | 3:0                          |                              | Mecz towarzyski              |
| 7.                           | 08.06.2022                   | Bruksela                     | Belgia                       | Polska                       | 6:1                          |                              | LN 2022/2023                 |
| 8.                           | 14.06.2022                   | Warszawa                     | Polska                       | Belgia                       | 0:1                          |                              | LN 2022/2023                 |
| 9.                           | 22.09.2022                   | Bruksela                     | Belgia                       | Walia                        | 2:1                          |                              | LN 2022/2023                 |
| 10.                          | 25.09.2022                   | Amsterdam                    | Holandia                     | Belgia                       | 1:0                          |                              | LN 2022/2023                 |
| 11.                          | 27.11.2022                   | Doha                         | Belgia                       | Maroko                       | 0:2                          |                              | MŚ 2022                      |
| 12.                          | 28.03.2023                   | Kolonia                      | Niemcy                       | Belgia                       | 2:3                          |                              | Mecz towarzyski              |
| 13.                          | 12.09.2023                   | Bruksela                     | Belgia                       | Estonia                      | 5:0                          | Gol                          | el. ME 2024                  |
| 14.                          | 16.10.2023                   | Bruksela                     | Belgia                       | Szwecja                      | 1:1                          |                              | el. ME 2024                  |
| 15.                          | 08.06.2024                   | Bruksela                     | Belgia                       | Luksemburg                   | 3:0                          |                              | Mecz towarzyski              |
| 16.                          | 01.07.2024                   | Düsseldorf                   | Francja                      | Belgia                       | 1:0                          |                              | ME 2024                      |
| 17.                          | 06.09.2024                   | Debreczyn                    | Belgia                       | Izrael                       | 3:1                          |                              | LN 2024/2025                 |
| 18.                          | 09.09.2024                   | Décines-Charpieu             | Francja                      | Belgia                       | 2:0                          |                              | LN 2024/2025                 |
| 19.                          | 10.10.2024                   | Rzym                         | Włochy                       | Belgia                       | 2:2                          |                              | LN 2024/2025                 |
| 20.                          | 14.10.2024                   | Bruksela                     | Belgia                       | Francja                      | 1:2                          |                              | LN 2024/2025                 |
| 21.                          | 20.03.2025                   | Murcja                       | Ukraina                      | Belgia                       | 3:1                          |                              | LN 2024/2025                 |

## Sukcesy

### Club Brugge
- Mistrzostwo Belgii (3×): 2019/2020, 2020/2021, 2021/2022

### Atalanta BC
- Liga Europy (1×): 2023/2024